# جيوديناميكيا الكواكب الخارجية الصخرية

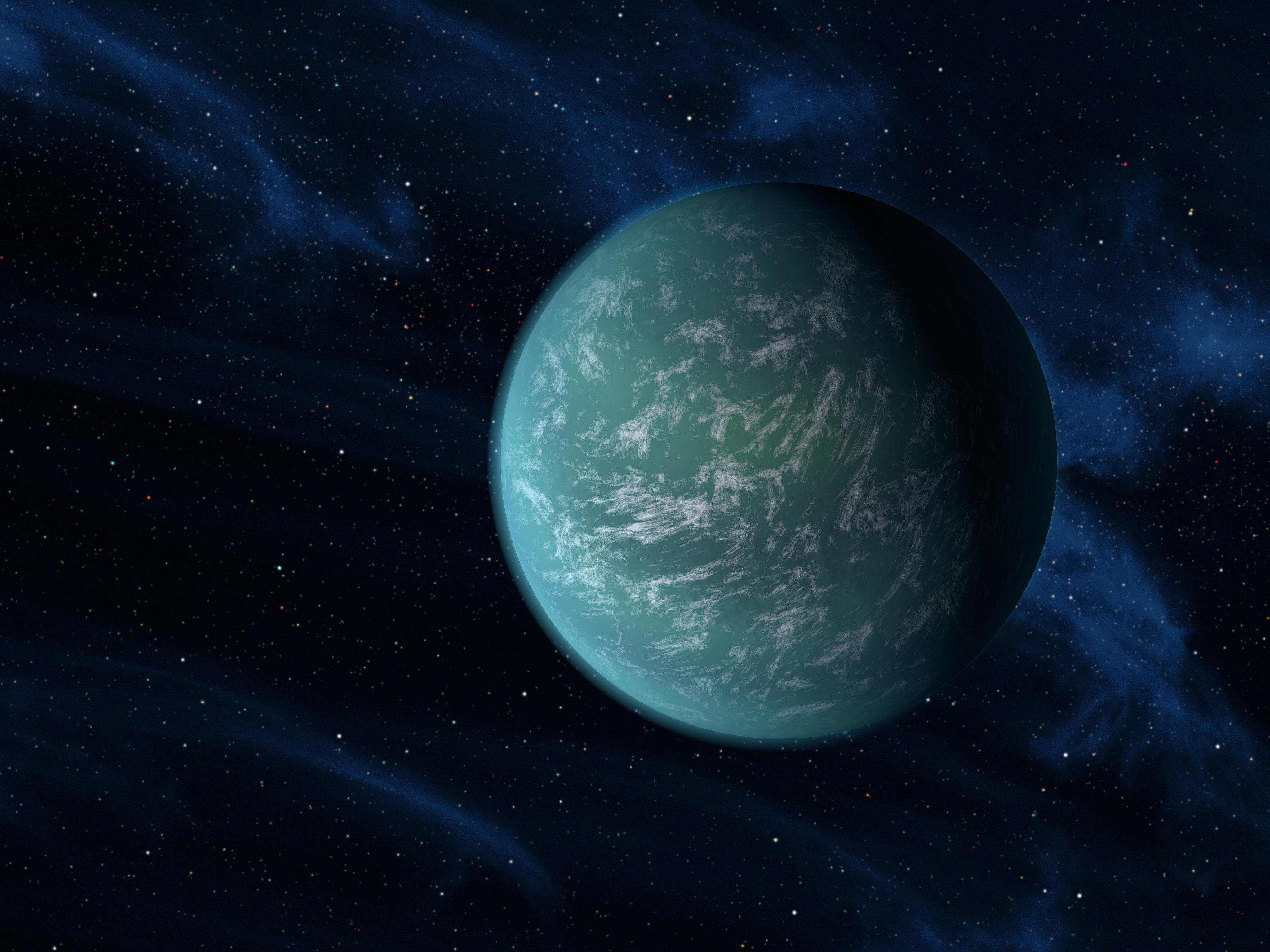

شجّع اكتشاف الكواكب بحجم الأرض خارج المجموعة الشمسية على البحث في احتمالية قابليتها للسكن. إنّ أحد المتطلبات المتفق عليها بشكل عام (حسب نواك وبروير والمراجع الموجودة) بالنسبة لكوكب يدعم الحياة هو الغلاف الصخري المتحرك والمتشقق الذي يُعاد تكوينه بشكل دوري ضمن وشاح يتميز بحمل نشيط، وذلك في عملية معروفة بالصفائح التكتونية. توفر الصفائح التكتونية وسائل للضبط الجيوكيميائي للجسميات الجوية، بالإضافة إلى إزالة الكربون من الغلاف الجوي. يمنع هذا تأثير «جموح الاحتباس الحراري» الذي يمكن أن يؤدي إلى درجات حرارة سطحية قاسية، وتبخر الماء السائل الموجود على السطح. لم يصل علماء الكواكب إلى إجماع فيما إذا كانت الكواكب الخارجية المشابهة للأرض في امتلاكها لصفائح تكتونية، ولكن يُعتقد بشكل كبير أنّ احتمالية وجود صفائح تكتونية على الكواكب الخارجية الشبيهة بالأرض تابعة لنصف قطر الكوكب، ودرجة الحرارة الأولية عند الالتحام، والتعرض إلى أشعة الشمس، ووجود مياه سطحية بالحالة السائلة أو عدم وجودها.

## الأنظمة الجيوديناميكية المحتملة للكواكب الخارجية
من أجل توصيف النظام الجيوديناميكي لكوكب خارجي شبيه بالأرض، فإنّ الافتراض الأساسي الذي يجب وضعه أنّ الكوكب يشبه الأرض أو «صخري». يعني هذا تراصف مكون من ثلاث طبقات (من المركز إلى السطح) يبدأ بالنواة الحديدية المنصهرة جزئيًا، ثم الوشاح السيليكاتي الذي يتحرك عبر المقاييس الزمنية الجيولوجية، ثم الغلاف الصخري السيليكاتي البارد الهش نسبيًا. من المحتمل أن يقع النظام الجيوديناميكي في نقطة زمنية معينة في تاريخ الكوكب وفقًا لهذه المعايير ضمن واحدة من ثلاث فئات: 

### الصفائح التكتونية
يمتلك وشاح الكوكب ذو الصفائح التكتونية قوى فعالة تتجاوز مقاومة الخضوع للغلاف الصخري الهش، ما يسبب انشقاق الغلاف الصخري إلى صفائح تتحرك بالنسبة لبعضها البعض. إنّ العنصر الحرج في نظام الصفيحة التكتونية هو أنّ صفائح الغلاف الصخري تصبح نشطة بشكل سلبي في نقطة ما خلال تطورها، وتغوص في الوشاح. يجري موازنة عجز كتلة السطح من خلال صفيحة جديدة تتشكل في مكان آخر من خلال أعمدة الوشاح الصاعدة. تعَد الصفائح التكتونية طريقة فعالة لنقل الحرارة من داخل الكوكب إلى سطحه. الأرض هي الكوكب الوحيد المعروف بحدوث الصفائح التكتونية عليه، على الرغم من تقديم أدلة لقمر المشتري أوروبا بأنه خاضع لشكل من الصفائح التكتونية المشابهة للموجودة على الأرض.

### الغطاء الراكد
يتشكل نظام الغطاء الراكد عندما لا تتجاوز قوى الوشاح النشطة مقاومة الخضوع للغلاف الصخري ما يؤدي إلى صفيحة صلبة واحدة متصلة تعلو الوشاح. تتطور الأغلفة الساكنة فقط عندما يتجاوز تباين اللزوجة بين سطح الكوكب وداخله نحو أربع قيم أسية.

### التكتونيات العَرَضية
التكتونيات العرضية هي مصطلح عام لنظام جيوديناميكي يتميز بجوانب لكل من ديناميكيات الصفائح التكتونية والغطاء الراكد. ستمتلك الكواكب ذات الأنظمة التكتونية العَرَضية أغطية سطحية راكدة لفترات زمنية طويلة جيولوجيًا إلى أن يحدث تغير في ظروف التوازن إمّا عن طريق إضعاف الغلاف الصخري أو عن طريق زيادة قوى الوشاح النشطة. عندما يحدث هذا، عادة ما يكون التحول إلى الصفائح التكتونية كارثيًا بطبيعته ويمكن أن ينطوي على إعادة تشكيل سطح الكوكب بأكمله. بعد حدث إعادة تشكيل السطح (أو بعد فترة أحداث إعادة تشكيل السطح) تُسترد ظروف توازن الغطاء الراكد، وينتج عن هذا غطاء ساكن هادئ.

## طرق التنبؤ بالأنظمة الجيوديناميكية للكواكب الخارجية
رُصدت الكواكب الخارجية بشكل مباشر واستُشعرت عن بعد، لكن نظرًا إلى مسافاتها البعيدة، ومجاورتها لمصادر طاقة محجوبة (النجوم التي تدور حولها)، يوجد القليل من المعرفة المتماسكة حول تركيبها وأنظمتها الجيوديناميكية. لذلك فإنّ غالبية المعلومات والتخمينات حولها تنبثق عن مصادر بديلة.

### أشباه النظام الشمسي
يُعتقد أنّ جميع كواكب النظام الشمسي الصخرية بشكل عام ما عدا الأرض تتميز بنظام جيوديناميكي ذات غطاء راكد. يوجد دلائل على أحداث إعادة تشكل السطح في كوكب المريخ، والزهرة خصوصًا، لكنها تبدو اليوم ساكنة تكتونيًا. استُقرئت الدلائل الجيوديناميكية فيما يخص كواكب النظام الشمسي من أجل الإحاطة بأنواع الأنظمة الجيوديناميكية التي يمكن توقعها بناءً على مجموعة من المعايير الفيزيائية مثل نصف قطر الكوكب، ووجود المياه السطحية، والتعرض للشمس. دُرس كوكب الزهرة خاصةً بشكل مكثف بسبب تشابهاته الفيزيائية العامة مع الأرض إلا أنّ نظامه الجيوديناميكي مختلف تمامًا. تتضمن التفسيرات المقترحة الافتقار إلى المياه السطحية، أو الافتقار إلى الدينامو المغناطيسي (تشير نظرية الدينامو إلى الآلية التي يمكن لجرم سماوي أو نجم من خلالها توليد حقل مغناطيسي)، أو التفريغ للحرارة الداخلية على مقياس واسع بعد فترة قصيرة من التحام الكوكب.
يشكّل تاريخ كوكب الأرض مصدرًا آخر للنظر في نظامنا الشمسي، الذي ربما شهد عدة وقائع من الجيوديناميكيات ذات الغطاء الراكد خلال تاريخه. ليس من الضروري أن تكون تلك الفترات التي تتميز بجيوديناميكا الغطاء الراكد على مستوى الكوكب، لأنه عندما وُجدت قارات عظمى مثل غندوانالاند، فربما وجودها عطّل حركة الصفيحة على مساحات واسعة من سطح الأرض إلى أن أصبحت حرارة الوشاح المتشكلة تحت الصفيحة العظيمة كافية لتفكيكها.

### أرصاد الكواكب الخارجية
يُمكن أن تعطي طرق الرصد غير المباشرة والمباشرة -مثل السرعة الشعاعية ومرسام الإكليل- تقديرات شاملة لبارامترات الكواكب الخارجية مثل الكتلة، ونصف القطر الكوكبي، ونصف القطر/الانحراف المداري. يمكن استخلاص الاستدلالات من مثل معلومات كهذه لأنه يعتقد أنّ المسافة من النجم المضيف، والحجم الكوكبي تؤثر بشكل عام على النظام الجيوديناميكي للكواكب الخارجية. على سبيل المثال، قد تمتلك الكواكب الخارجية القريبة بما يكفي إلى نجومها المضيفة -بحيث تكون مقيدة مديًا- درجات حرارة مختلفة بشكل كبير بين جانبيها «المظلم» و «المضيء»، وأنظمة جيوديناميكية ثنائية القطب متماثلة. 
استُخدمت المطيافية لتوصيف العمالقة الغازية خارج النظام الشمسي، لكن لم تُستخدم بعد فيما يخص الكواكب الصخرية. ومع ذلك، أظهرت النمذجة العددية أنه يمكن للمطيافية تحديد مستويات ثاني أكسيد الكبريت المنخفضة حتى 1 بي بي إم (جزء في المليون)، قد يكون وجود ثاني أكسيد الكبريت بهذا التركيز مؤشرًا على كوكب دون مياه سطحية، ذي نشاط بركاني أعلى من الأرض ب1500-80000 مرة. 

### النمذجة الرقمية
بسبب محدودية البيانات الحقيقية حول الكواكب الخارجية، اعتمدت العديد من المحادثات بشأن تكتونيات الكواكب الخارجية الصخرية على نتائج دراسات النمذجة الرقمية. يجري في مثل هذه النماذج معالجة البارامترات الفيزيائية الكوكبية المختلفة (مثل لزوجة الوشاح، ودرجة حرارة الحد بين النواة والوشاح، والتعرض لأشعة الشمس، و«الرطوبة» أو إماهة الغلاف الصخري السفلي)، ويُحضّر تقرير حول التأثير الناتج على النظام الجيوديناميكي. لا يمكن حساب كمية كبيرة من المتغيرات التي تتحكم في جيوديناميكيات الكوكب في الوقت الحقيقي بسبب القيود الحسابية. لذلك تتجاهل النماذج بارامترات معينة يُعتقد أنها أقل أهمية، وتُشدد على بارامترات أخرى لمحاولة عزل العوامل المهمة المؤثرة بشكل غير متناسب. تتضمن بعض هذه البارامترات:

#### بارامترات التحجيم
حجّمت النماذج المبكرة للكواكب الخارجية الصخرية عوامل مختلفة بشكل تدريجي (مثل لزوجة الوشاح، ومقاومة خضوع الغلاف الصخري، والحجم الكوكبي) صعودًا وهبوطًا للتنبؤ بالنظام الجيوديناميكي للكواكب الخارجية ذات بارامترات معينة. توصلت دراستا تحجيم خاصة بحجم الكواكب الخارجية نُشرت في عام 2007 إلى استنتاجات مختلفة بشكل جوهري: أظهر أونيل ولينارديك (2007) أن الكوكب المساوي في كتلته لكتلة الأرض سيتمتع بإجهاد خضوع للغلاف الصخري شبيه لنظيره على الأرض، لكنه سيقلل من الضغوطات الفعالة للوشاح، ما يؤدي إلى نظام غطاء ساكن. وعلى العكس، فقد استنتج فالنسيا وآخرون (2007) أنّ الزيادة في سرعة الوشاح (القوة الفعالة) كبيرة بالمقارنة مع زيادة لزوجة الصفائح المدفوعة بالقوى التثاقلية عندما تتجاوز كتلة الكوكب كتلة الأرض، ما يزيد احتمالية الصفائح التكتونية بزيادة حجم الكوكب.